# Akhtar Mohamed Mansur
El mulá Akhtar Mohamed Mansur (?-20 de mayo de 2016) fue el líder del grupo talibán nombrado públicamente el 30 de julio de 2015 como sucesor de Mohammad Omar. Akhtar fue ministro de Aviación durante el régimen talibán entre 1996 y 2001.
El grupo rebelde también confirmó que su número dos sería Sirajuddin Haqqani, quien lideraba al clan o Red Haqqani junto a su padre y fundador de la red, Jalaluddin Haqqani.
Al igual que su antecesor Omar, poco se sabía públicamente de él, aunque los servicios de inteligencia internacionales y sobre todo el ISI (servicio de inteligencia pakistaní) lo han detenido. En septiembre de 2006 el Gobierno de Pakistán lo entregó a las autoridades afganas con cargos de narcotráfico, y tan solo un año después se conocen datos de que administra plantíos de amapolas, además de seguir vinculado a la dirección del grupo talibán.
Mansur fue ministro de Aviación Civil y Transporte del Talibán cuando el movimiento tomó control de Kandahar en 1994. Fue repatriado a Afganistán en septiembre de 2006, después de ser detenido en Pakistán. Estuvo involucrado en el narcotráfico, y hasta mayo de 2007 estuvo activo en las provincias de Khost, Paktia y Paktika, en Afganistán. También fue 'gobernador' talibán de Kandahar hasta mayo de 2007. El informe de las Naciones Unidas agrega que Mansur fue subjefe de la suprema cúpula del Talibán (shura) hasta mediados de 2009. Tras su muerte Mansur fue reemplazado por Haibatulá Ajundzada como nuevo líder de los talibanes designandolo como Emir (dirigente) a quien también el movimiento talibán asignó el título de Emir-al-Momineen (Príncipe de los creyentes).

## Liderazgo en Afganistán
Sus primeras muestras de poder fueron devastadoras, ya que realizó, en varias ciudades afganas y principalmente en la capital, Kabul, una serie de atentados con saldos de más de 70 civiles muertos y 300 heridos.
Mansur tomó el mando del grupo en un momento histórico clave, el inicio de las conversaciones de paz entre el Gobierno afgano y el grupo que dirige. Estas conversaciones, largamente deseadas por los gobiernos anteriores, principalmente por el exmandatario Hamid Karzai y siempre desestimadas o “vetadas” por el Gobierno estadounidense, y la línea más radical del grupo, pero luego de la retirada de las tropas norteamericanas, si propiciadas por EE. UU. entre otros países, y que habían comenzado a principios del año 2015, han sido suspendidas por él y los talibanes.
La asunción de Mansur provocó divisiones e incluso enfrentamientos entre diferentes facciones. Para agosto de 2015, ha habido varios muertos en enfrentamientos. Principalmente están quienes no reconocían a Mansur como líder y luchaban por la asunción de Mohamed Yaqoub, hijo del fallecido mulá Omar
A su vez, los talibanes y Mansur al frente le han plantado cara al grupo Estado Islámico que ya ha mostrado interés en Afganistán con acciones concretas. Este grupo también ha mostrado gran interés en el principal atractivo que tiene el país, y es el negocio de la droga, el cual se estima que puede alcanzar los 37 000 millones de dólares, capital suficiente para desarrollar y mantener una guerra global.
En diciembre de 2015 el Gobierno afgano anunció que Mansur fue herido en un tiroteo en la ciudad de Quetta en Pakistan y al día siguiente varias agencias de noticias lo dan por muerto. El grupo talibán no reconoció estos hechos y desmintió la información. Días después se hizo público un audio atribuido al mulá Mansur desmintiendo las afirmaciones del Gobierno afgano y expresando que está vivo y que los rumores habían sido falsos.
Bajo el liderazgo de Mansur, los talibanes logró capturar Kunduz, una de las principales ciudades de Afganistán, algo que no habían alcanzado desde la llegada de las tropas de EE. UU. en 2001. También logró acallar al grupo liderado por el mulá Mohamed Rasool, que había cuestionado su liderazgo. Además de eso, logró contener el avance de Estado Islámico en áreas del Talibán. El 22 de mayo de 2016, el Gobierno de Afganistán confirmó la muerte del Mulá Mansur, luego de un ataque del Ejército de Estados Unidos ocurrido el día 20 de mayo debido a la ofensiva, realizada con un dron, que fue ejecutada mientras Mansur se movilizaba por una remota área del sur de Pakistán, cerca de la frontera con Afganistán. Por su lado, la NDS señaló que Mansur murió el 20 de mayo de 2016 mientras se movilizaba por el área de Dalbandi, en la provincia paquistaní de Baluchistán.